# Hans Forssell
Hans Ludvig Forssell (født 14. januar 1843 i Gefle, død 31. juli 1901) var en svensk embedsmand og forfatter.

## Liv og virke
Forssell  blev 1859 student i Uppsala, 1866 Dr. phil. og docent i historie sammesteds. Kort efter flyttede han til Stockholm, hvor han udfoldede en omfattende forfattervirksomhed og samtidig fik lejlighed til på forskellig måde at sætte sig ind i rigsdagsarbejdernes gang. 
I 1872 deltog han i møntkonferencen mellem Sverige, Norge og Danmark og bidrog såvel ved officielle udtalelser og betænkninger som ved artikler i blade og tidsskrifter i væsentlig grad til gennemførelse af en for Sverige og Danmark, senere også for Norge fælles møntkonvention. 

### Deltagelse i politik
I 1873 udsås Forssell til administrativ direktør for Centraltrykkeriet i Stockholm, udnævntes 1874 til sekretær i
Rigsbanken og blev 11. maj 1875 finansminister. Efter at værnepligtsloven var forkastet på rigsdagen 1880, indgav Forssell tillige med ministeriets øvrige medlemmer begæring om afsked, men indtrådte tillige med nogle af kollegerne i det nye kabinet, som efter friherre Louis de Geers afgang samme år dannedes af grev Arvid Posse.
Allerede december samme år afgik han imidlertid som følge af meningsforskel med denne og udnævntes nogle uger senere til præsident i Kammerkollegiet. Mens Forssell var finansminister, gennemførtes en ny ordning af lønningsforholdene i embedsstanden og i sammenhæng dermed større eller mindre omorganisationer af embedsvæsenet. Han tog i forbindelse hermed initiativet til beslutning om dannelse af en nødhjælpsfond for bankerne under den store krise 1879 og gennemførte samtidig inddragelsen af "enskilda bankernas" (privatbankernes) femkronesedler. 
På rigsdagen 1877 fremsatte Forssell forslag til en delvis afskrivning af grundskatterne i den udstrækning, som statsindtægterne tillod, men dette strandede på lantmannapartiets krav om en bestemt successiv afskrivning. Forsell blev i 1879 medlem af Rigsdagens førstekammer. Forsell, der var Manchester-mand, kom efterhånden i opposition til førstekammerets protektionistiske flertal, hvis stilling i unionssagen han desuden flere gange kritiserede skarpt. Han fik derfor ikke sit rigsdagsmandat fornyet i 1897. 
Forsell udgav flere tidsskrifter (blandt andre "Svensk tidskrift" 1870-75) og skrev flere værker og afhandlinger. Forsell, der som historiker ejede en glimrende fremstillingsevne, var medlem af adskillige lærde selskaber, både i Sverige, Danmark og Norge.

## Forfatterskab
- Sveriges inre historia från Gustaf I (2 bind, 1869-75);
- Sverige 1571" (I 1872, II 1884);
- Studier och kritiker" (1875-1888);
- Sveriges jordbruksnäring i sextonde seklet" (1884), hvilket sidste han selv anser for det betydeligste af sine arbejder.

Han skrev tre store biografier i Svenska akademiens Handlingar: 
- "Anders Fryxell" (hans indtrædelsestale i "Svenska Akademin"),
- "Erik Benzelius den yngre" (1883),
- "Gustaf af Wetterstedt" (1889).

Ligeledes har han med en biografisk indledning udgivet Hans Järta’s "Valda skrifter" (1882-84). 